# Kalighat
Kalighat est le nom du faubourg sud de Calcutta, en Inde, quartier densément peuplé, et connu pour abriter le temple hindou dédié à la déesse Kali. 
Un art pictural s’y est développé. Les villageois qui confluaient vers Calcutta se rassemblaient autour de ce lieu nommé Kalighat, du nom de la déesse Kâlî. Tandis que le pouvoir colonial réduisait à presque rien l'artisanat rural au XIXe siècle, les gens des villages migrèrent, pour survivre, vers Calcutta, la capitale britannique de l'époque. Simultanément, les écoles d'art et de peinture, suivant les canons de l'art traditionnel Moghol, ainsi que d'autres formes artistiques des écoles de peintures hindoues, commencèrent à perdre leurs mécènes habituels, en raison de la perte d'influence politique des élites locales. C'est alors que la peinture dite Kalighat apparut pour tenter de combler le vide du monde de l'art au Bengale. 
Kalighat est aussi le nom qu'a donné Mère Theresa au mouroir qu'elle a fondé le 22 août 1952 dans ce même quartier - premier dispensaire créé par les Missionnaires de la charité, aussi appelé Maison du Coeur Pur (Nirmal Hriday). Il s'agit d'un centre de soins palliatifs pour les personnes en fin de vie, indigentes ou malades, dans un ancien temple hindou désaffecté. 